# Dimitris Papaioannou
Dimitris Papaioannou (Grieks: Δημήτρης Παπαϊωάννου) (Athene, 21 juni 1964) is een Griekse toneelregisseur, choreograaf en beeldend kunstenaar die bekend werd bij het grote publiek als de regisseur van de openings- en sluitingsceremonie van de Olympische Spelen van 2004 in Athene. Zijn carrière overspant drie decennia en bevat voorstellingen voor de concertzaal van Athene, Edafos Dans Theater en Elliniki Theamaton, alsook werk als kostuum-, set- en make-upontwerper. Hij publiceerde ook meer dan 40 strips.

## Opleiding
Papaioannou, geboren in Athene, toonde van jongs af aan aanleg voor beeldende kunst. Hij liep school op het befaamde Athens College en als tiener studeerde hij  bij de beroemde Griekse schilder Yannis Tsarouchis. Op 19-jarige leeftijd werd hij toegelaten tot de Academie voor Schone Kunsten van Athene, met de hoogste cijfers van alle studenten. Hier studeerde hij bij Dimitris Mytaras en Rena Papaspyrou.

## Vroeg grafisch werk
Papaioannou viel voor het eerst op als beeldend kunstenaar, illustrator en striptekenaar . Hij presenteerde zijn werk op een aantal tentoonstellingen, maakte illustraties voor tal van tijdschriften en ontwierp en co-redigeerde het tegenculturele fanzine Kontrosol sto Haos (1986-1992), een van de weinige publicaties in Griekenland op dat moment, die openlijk homoseksuele inhoud bevatte. Hij droeg ook bij aan het Griekse homo-activistentijdschrift To Kraximo (1981–1994) in de vroege jaren tachtig, en gaf een interview voor de publicatie in 1993. Hij publiceerde ook meer dan 40 strips in alternatieve stripbladen als Babel en Para Pende, waarvan er vele homoseksuele thema's en expliciete afbeeldingen bevatten (zoals Rock 'n' Roll (1986), My Ex-Boyfriend (1988) en Heart-Shaped Earth (1993) ). voor zijn strip Un Bon Plan ontving hij de eerste prijs op de 5e Biënnale van Jonge Kunstenaars uit Europa en de Middellandse Zee, gehouden in Marseille in 1990, .

## Dansopleiding
Tijdens zijn opleiding aan de Academie voor Schone Kunsten ontwikkelde Papaioannou een interesse voor dans en podiumkunsten. Hij trainde en experimenteerde als performer en choreograaf, evenals als kostuum-, decor- en make-upontwerper bij dansgezelschappen in Griekenland. In 1986 reisde Papaioannou naar New York, waar hij in contact kwam met de danstechniek van Erick Hawkins en seminars over de Japanse Butoh-dans bijwoonde, gegeven door Maureen Fleming in La MaMa ETC. In de Verenigde Staten maakte hij de choreografie voor en speelde mee in de opera The Monk and the Hangman's Daughter van Ellen Stewart.
In 1989 werkte Papaioannou als stagiair bij Robert Wilson in Hamburg voor de voorstelling The Black Rider: The Casting of the Magic Bullets, met Tom Waits en William S. Burroughs. Hierna ging hij met Wilson mee naar Berlijn voor de productie Orlando.

## Edafos Dance Theatre (1986-2002)
Samen met Angeliki Stellatou richtte hij in 1986 Edafos Dance Theatre op (έδαφος betekent 'grond' in het Grieks). Het opzet van het gezelschap was het creëren van voorstellingen die een hybride zijn tussen theater, experimentele dans en performance. Hij nam de regie, choreografie en productie van alle 17 producties van het gezelschap voor zijn rekening.
Het gezelschap ontstond in de undergroundscène. Met de productie MEDEA (1993) brak ze door en vond de weg naar de grote theaterhuizen. A Moment's Silence uit 1995 was het eerste Griekse toneelstuk dat rechtstreeks de kwestie van aids behandelde(een onderwerp dat Papaioannou ook behandelde in zijn strip The Red Freckles on Your Skin uit 1987).
Het gezelschap hield na 17 jaar op te bestaan in 2002.

## Ander werk
Naast zijn werk met Edafos Dance Theatre, ondernam Papaioannou tussen 1986 en 2000 een aantal andere projecten: Hij regisseerde twee opera's voor de Megaro Mousikis concertzaal in Athene, The Return of Helen van Thanos Mikroutsiko in 1999 en La Sonnambula van Vincenzo Bellini in 2000. Hij regisseerde ook voorstellingen voor de Griekse zangers Haris Alexiou (Nefeli (1995) en Tree (1998)) en Alkistis Protopsalti (Volcano (1998) en A Tale (2000))
Als choreograaf werkte hij voor het Grieks Nationaal Theater, het Nationale Theater van Noord-Griekenland het SKINI theatergezelschap en het Festival van Athene - Epidaurus. Hij nam ook de choreografie op zich van twee voorstellingen van Michael Cacoyannis: Theodora (1994) en Medea (1995).

## Na 2002
Papaioannou werd in 2001 benoemd tot artistiek directeur van de openings- en sluitingsceremonie van de Olympische Spelen van 2004 in Athene. Deze ceremonies waren een groot succes en zorgde er voor dat Papaioannou in 2005 het Gouden Kruis in de Orde van de Eer kreeg uit handen van president Kostis Stefanopoulos voor uitzonderlijke prestaties in de kunsten.
Op 24 november 2006 ging 2 in première in Athene, zijn eerste werk na de Olympische Spelen. Hoewel het werk avant-garde en experimenteel was, bleek het een groot commercieel succes; de oplage werd twee keer verlengd en er werden in totaal meer dan 100.000 tickets verkocht. 2 is beïnvloed door het werk van Jean Genet, René Magritte en Robert Wilson. De inspiratie kwam deels van Papaioannou's eigen ervaring als homoseksueel in Griekenland.
Vanaf 2009 slaat Papaioannou een nieuwe artistieke weg in, worden zijn werken meer uitgepuurd en gaat hij op zoek naar het fundament van theater.
Samen met Zafos Xagoraris is hij dat jaar curator van ‘HEAVEN LIFE’, een tentoonstelling op de 2e Biënnale van Athene. Hij opende ook in 2009 de gerenoveerde grote zaal van het Griekse Nationale Theater met het werk ‘Nowhere’.
In 2011 creëerde hij de zes uur durende theatrale installatie ‘Inside’. Op het Athene Festival 2012 presenteerde hij ‘Primal Matter’ waarin hij voor het eerst sinds tien jaar opnieuw als performer op de scène stond.
In 2014 gaat Still Life in première in het Onassis Cultural Center in Athene. Het vertrekpunt van de voorstelling is de mythe van Sisyphos.